# Gilles Gérard Meersseman
Gilles Gérard Meersseman OP (* 19. April 1903 in Torhout; † 26. März 1988 in Freiburg im Üechtland) war ein belgischer römisch-katholischer Theologe und Kirchenhistoriker.

## Leben
Er wurde 1922 Dominikaner (Ordensname Gilles-Marie) der Provinz Flandern und 1927 Priester. Von 1936 bis 1951 war er Mitglied des Historischen Instituts der Dominikaner in Rom. Von 1951 bis 1967 lehrte er als ordentlicher Professor für Kirchengeschichte an der theologischen Fakultät der Universität Fribourg (1956–1958 Dekan).

## Schriften (Auswahl)
- Introductio in opera omnia B. Alberti Magni O.P. Brügge 1931, OCLC 2387513.
- Laurentii Pignon Catalogi accedunt Catalogi Stamsensis et Upsalensis Scriptorum O.P. Rom 1936, OCLC 878889216.
- Rembert van Torhout. Heiligen van onzen stam. Brügge 1943, OCLC 781586907.
- Dossier de l’Ordre de la pénitence au XIIIe siècle. Freiburg im Üechtland 1982, ISBN 2-8271-0144-X.